# Liste de carillons
Vous pouvez aider à l'améliorer ou bien discuter des problèmes sur sa page de discussion.
- Il ne cite pas suffisamment ses sources. Vous pouvez indiquer les passages à sourcer avec {{référence nécessaire}} ou {{Référence souhaitée}}, et inclure les références utiles en les liant aux notes de bas de page. (Marqué depuis décembre 2018)
- Certaines informations devraient être mieux reliées aux sources mentionnées dans la bibliographie ou les liens externes. Améliorez sa vérifiabilité en les associant par des références. (Marqué depuis décembre 2018)

- Archive Wikiwix
- Bing
- Cairn
- DuckDuckGo
- E. Universalis
- Gallica
- Google
- G. Books
- G. News
- G. Scholar
- Persée
- Qwant
- (zh) Baidu
- (ru) Yandex
- (wd) trouver des œuvres sur Wikidata

Cet article liste les carillons du monde entier classés par pays. Il inclut les instruments  actuels et ceux ayant existé dans le passé. Les dates entre parenthèses correspondent à l'année de création d'un premier carillon sur le site, et, le cas échéant, l'année de disparition de l'instrument.
- Haut – A
- B
- C
- D
- E
- F
- G
- H
- I
- J
- K
- L
- M
- N
- O
- P
- Q
- R
- S
- T
- U
- V
- W
- X
- Y
- Z

## Afrique du Sud
- Le Cap

## Allemagne
- Berlin
- Carillon de l'église de la Trinité de Leipzig (cloches de porcelaine)
- Carillon de Meissen (en porcelaine)

## Antilles néerlandaises
- Willemstad

## Argentine
- Buenos Aires
- Mercedes

## Australie
- Carillon national (Canberra)
- Carillon de l'université de Sydney

## Autriche
- Graz
- Heiligenkreuz
- Innsbrück
- Salzbourg

## Belgique
- Carillon de la cathédrale Notre-Dame d'Anvers
- Carillon du beffroi de Bruges
- Carillon du Mont des Arts, au Mont des Arts, à Bruxelles
- Gand
- Louvain
- Carillon de la tour Saint-Rombaut, à Malines
- Carillon de l'église Saint-Martin de Meise (1951-?)
- Carillon de la Tour Saint-Aubain, à Namur

## Brésil
- Cathédrale métropolitaine de São Paulo

## Canada
- Carillon du palais du Parlement du Canada à Ottawa
- Toronto

## Chili
- Carillon de l'église San Pedro de Santiago

## Corée du Sud
- Daejon

## Danemark
- Carillons de l'église Saint-Paul (Helligaands Kirken) de Copenhague (deux carillons)
- Carillon de l'hôtel de ville de Frederiksberg

## Espagne
- Aranjuez
- Saragosse
- Escurial

## États-Unis
- Netherlands carillon à Arlington (Virginie)
- Carillon de la chapelle de l'université de Chicago
- Carillon de l'église Saint-Martin d'Harlem
- Carillon de Kirk-in-the-Hills (Michigan)
- Carillon de la Riverside Church de New York
- Carillon de la tour Hoover à l'université Stanford de Palo Alto

## Irlande
- Carillon de la cathédrale Saint-Colman de Cobh

## Israël
- Jérusalem

## Japon
- Itami
- Sasebo
- Shigaraki-Misono

## Lettonie
- Rīga (1694-?)

## Lituanie
- Kaunas

## Mexique
- Carillon de la tour de Tlatelolco à Mexico

## Norvège
- Carillon de l'hôtel de ville d'Oslo

## Nouvelle-Zélande
- Carillon du War Memorial Wellington

## Pays-Bas
- Bergen-op-Zoom
- Bois-le-Duc
- Gouda
- Carillon de Saint-Bavo de Haarlem
- Carillon de l'hôtel de ville de Rotterdam
- Schiedam
- Domtoren Utrecht
- Nicolaïkerk Utrecht
- Torenpleinkerk Vleuten (gemeente Utrecht)
- Culemborg
- Nieuwegein
- Zeist

## Philippines
- Quezon[Lequel ?]

## Portugal
- Carillon de la tour nord du palais de Mafra (1730-?)
- Carillon de la tour sud du palais de Mafra (1730-?)

## Royaume-Uni
- Carillon de la cathédrale Saint-Patrick d'Armagh (Irlande du Nord)
- Bournville
- Loughborough

## Russie
- Saint-Pétersbourg (1757-?)

## Suède
- Carillon de l'église allemande de Stockholm

## Suisse
- carillon de Vercorin

## Ukraine
- Kiev